# Ngoma rubromaculata
Ngoma rubromaculata – gatunek pluskwiaka z rodziny bezrąbkowatych i podrodziny Typhlocybinae. Jedyny z monotypowego rodzaju Ngoma.

## Taksonomia
Rodzaj i gatunek opisane zostały po raz pierwszy w 1974 roku przez Irenę Dworakowską.

## Morfologia
Pluskwiak o ciele ubarwionym głównie jasno z jaskrawym wzorem. Głowę ma tak szeroką jak przedplecze. Przedustek jest jasny, u obu płci wąski i wklęśnięty. Twarz jest w całości jasna, takiej samej barwy jak przedustek, pozbawiona czarnych kropek przy panewkach czułkowych. Tułów ma przedplecze pozbawione wyraźnych dołęczków, a śródplecze jasne z ciemnym, wyraźnie kontrastującym wierzchołkiem. Przednie skrzydło ma załamane, ukośne pręgi, przy czym na międzykrywce występują osobne pręgi nasadowa i odsiebna. Spośród komórek apikalnych zewnętrzna jest krótka, trzecia jest rozszerzona w części odsiebnej, druga jest u podstawy ścięta wskutek obecności poprzecznej żyłki interradialnej, a wewnętrzna ma ukośną podstawę i brązową plamkę przynasadową. Żyłka posterokubitalna przedniego skrzydła jest dobrze widoczna. Tylna skrzydło zwęża się u wierzchołka, do którego to nie dochodzi żyłka submarginalna.
Odwłok ma drugi sternit zaopatrzony w małe, wąskie i skierowane dogrzbietowo-środkowo apodemy. Rurka analna pozbwiona jest wyrostków i bocznych kolców. Genitalia samca mają pygofor o zaokrąglonym płacie, dobrze rozwiniętych włoskach mikroskopowych, pozbawiony szczecinek makroskowych w części grzbietowej, nieosiągający szczytu płytki subgenitalnej. Pygofor pozbawiony jest wyrostka brzusznego, ma za to stawowo przyłączony wyrostek grzbietowy z dobrze rozwiniętym ramieniem grzbietowym, ale bez ramienia brzusznego. Płytka subgenitalna jest pośrodku przewężona, a część przed przewężeniem nie jest wyraźnie dłuższa od tej za nim. Gonostyl jest wolny, ma dobrze wykształcony płat przedwierzchołkowy i smukły, piłkowany wierzchołek. Edeagus ma rozszerzoną w widoku bocznym apodemę grzbietową, smukły, symetryczny, zakrzywiony dogrzbietowo i dłuższy od przedsionka trzon, zaostrzony w widoku brzusznym wierzchołek oraz długi, smukły i umieszczony wierzchołkowo wyrostek dystalny. Brak na edeagusie żeberka grzbietowego, wyrostka grzbietowego i wyrostka brzusznego. Konektywa ma dobrze wykształcony trzon i krótkie ramiona.

## Występowanie
Owad endemiczny dla Demokratycznej Republiki Konga w krainie etiopskiej.